# Lourenço de Salzedo
Lourenço de Salzedo foi um pintor presumivelmente de origem espanhola, era pintor da rainha D. Catarina. A sua obra mais identificável é o altar-mor da Igreja do Mosteiro dos Jerónimos, traçada pelo arquitecto Diogo de Torralva e executada por Jerónimo de Ruão, cerca de 1572. Trabalhou na Igreja do Hospital de Todos os Santos.
Faleceu em 1577.